# Музеї Тараса Шевченка

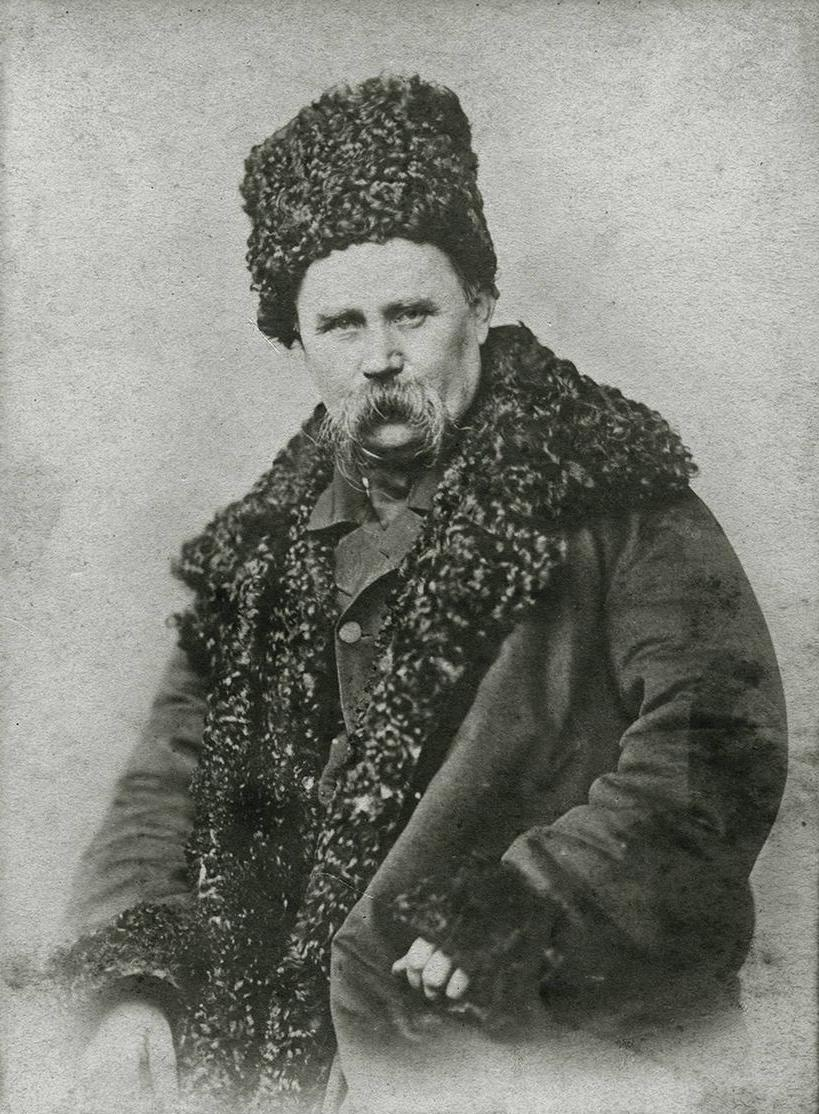
Тарас Шевченко, світлина 1859 року

У статті наведено список музеїв, присвячених українському поету, письменнику, художнику та громадському діячу Тарасу Шевченку.

## Список
| Країна    | Назва                                                                      | Розташування                                               | Фото | Короткі відомості |
| Україна   | Національний музей Тараса Шевченка                                         | Київ, бульвар Тараса Шевченка, 12                          |      | Створено на базі колишньої Галереї картин Тараса Шевченка в Харкові та Центрального державного музею Тараса Шевченка в Києві у 1949 році. |
| Україна   | Літературно-меморіальний будинок-музей Тараса Шевченка                     | Київ, провулок Тараса Шевченка, 8-а                        |      | Будинок в якому Т. Шевченко проживав з весни 1846 року до свого арешту — до 5 квітня 1847 року. Відкритий 10 листопада 1928 року. З 1966 року і по цей час — філія Національного музею Тараса Шевченка. |
| Україна   | Хата на Пріорці                                                            | Київ, вулиця Вишгородська, 5                               |      | Відділ Національного музею Шевченка. В серпні 1859 року востаннє перебуваючи в Києві, Тарас Шевченко прожив у цій хаті два тижні, перед своїм від'їздом до Петербурга. |
| Україна   | Канівський музей Тараса Шевченка                                           | Канів, Тарасова гора                                       |      | Відкритий у 1939 році поруч з могилою Тараса Шевченка. Знаходиться на території Шевченківського національного заповідника. |
| Україна   | Тарасова світлиця                                                          | Канів, Тарасова гора                                       |      | Відтворена в 1991 році Тарасова світлиця, перший народний музей Кобзаря. Вперше така хата на народні кошти була збудована на Тарасовій горі у 1884 році одночасно із завершенням впорядкування Шевченкової могили, коли 1 серпня на ній встановлений чавунний пам'ятник. |
| Україна   | Літературно-меморіальний музей Тараса Шевченка                             | Черкаська область, Звенигородський район, село Шевченкове  |      | Розташований на території батьківської садиби Тараса Григоровича Шевченка, де він проживав з 1815 по 1829 рік. Головний музей Національного заповідника «Батьківщина Тараса Шевченка». |
| Україна   | Моринський музейний комплекс                                               | Черкаська область, Звенигородський район, село Моринці     |      | Включає відтворені садибу діда Тараса Шевченка Якима Бойка та садибу, де народився Тарас (хата Копія), адміністративне приміщення з виставковими залами, місцевий етнографічний музей у хаті 1816 року побудови. Входить до складу Національного заповідника «Батьківщина Тараса Шевченка». |
| Україна   | Народний музей Тараса Шевченка у Львові                                    | Львів, вул. Коперника, 17                                  |      | Відкрита 7 березня 2004 року. В основу створення кімнати-музею лягли оригінальні твори львівських художників, які впродовж восьми експедицій (1997–2003 роки) мандрували шляхами Кобзаря (Україна, Вільнюс, Петербург, Казахстан). |
| Україна   | Музей «Кобзаря» Т. Г. Шевченка                                             | Черкаси, вул. Хрещатик, 219                                |      | Єдиний у світі музей однієї книги — «Кобзаря» Т. Г. Шевченка відкритий у травні 1989 року у меморіальному будинку, у якому з 18 по 22 липня 1859 року жив у родині Цибульских Т. Г. Шевченко, про що свідчить меморіальна дошка на будинку музею. |
| Україна   | Музей Заповіту Тараса Григоровича Шевченка                                 | Київська область, Переяслав-Хмельницький, вул. Шевченка, 8 |      | Колишній будинок лікаря Андрія Йосиповича Козачковського, товариша Тараса Григоровича Шевченка, побудований в 1820 році, нині належить до реєстру пам'яток історії та архітектури України. Саме тут в ніч з 24 на 25 грудня 1845 року поет написав свій «Заповіт», який згодом став відомий на весь світ. Сьогодні це місце — Музей Заповіту Тараса Григоровича Шевченка. |
| Україна   | Баришівський музей Т. Г. Шевченка                                          | Київська область, Баришівка, вул. Жовтнева, 5              |      | |
| Україна   | Музей Шевченківської книги при Донецькій обласній універсальній бібліотеці | Донецьк                                                    |      | |
| Росія     | Меморіальний музей-гауптвахта Тараса Шевченка                              | Оренбург вул. Совєтська, 24                                |      | Відкритий до 175-річчя з дня народження Кобзаря у 1989 році. Гауптвахта побудована в будинку, зведеному в 1843 році «для канцелярій Управлінь з інженерної частини і генштабу при Оренбурзькому окремому корпусі». В наш час будівля займає школа № 30. Сюди 27 квітня 1851 був поміщений заарештований за участь у Кирило-Мефодіївському братстві поет і художник Тарас Григорович Шевченко. |
| Росія     | Музей-квартира Тараса Шевченка                                             | Санкт-Петербург, Університетська набережна, 17             |      | Меморіальна майстерня Т. Г. Шевченка — єдина музейна експозиція в Петербурзі. |
| Росія     | Орський музей Тараса Григоровича Шевченка                                  | Орськ, вулиця Шевченка                                     |      | Відкритий 10 березня 1986 року в старій частині Орська, його історичній зоні, на місті колишньої Орської фортеці. Вулиця, де він знаходиться, з 1908 року носить ім'я поета. Будинок, в якому розташувався музей, колись належав відомій родині орських обивателів. Основу експозиції складає дар Національного музею ім. Т. Г. Шевченка: картини, документи та інші експонати. Зали музею весь час поповнюються дарами гостей, в основному з України. Перед відвідувачами розкривається все життя поета, та головну увагу приділено орським місцям його служби. Вони в панорамах, діорамах, картинах художників та дизайнерів Орську. З року в рік збільшується кількість екскурсій та відвідувачів.. |
| Канада    | Музей Шевченка в Торонто                                                   | Торонто, 1614 Bloor St. West                               |      | |
| Казахстан | Меморіальний комплекс Тараса Шевченка в Форт-Шевченко                      | Форт-Шевченко, 25 км на схід від міста                     |      | Меморіальний комплекс Т. Г. Шевченко створений в 1932 році (основні експозиції: землянка Т. Г. Шевченко; будинок-музей 1853 року побудови; колодязь; бюст Т. Г. Шевченко 1888 року, сад Шевченка, верба Шевченка.) |